# Cartílagos nasales
Los cartílagos nasales son estructuras de la nariz que dan forma y soporte.
Incluyen:
- Cartílago nasal septal[2]
- Cartílago nasal lateral (cartílago lateral superior)[3]
- Cartílago alar mayor (cartílago alar mayor, o cartílago de la apertura)[4]
- Cartílago alar menor (cartílago alar menor, sesamoide o cartílago accesorio)[5]
- Cartílago vomeronasal (cartílago de Jacobson[6]